# NGC 2409
NGC 2409 est un amas ouvert situé dans la constellation de la Poupe. Il a été découvert par l'astronome britannique John Herschel en 1836.
NGC 2409 ne contient que de 8 à 9 étoiles et il se pourrait que ce ne soit pas un réel amas ouvert. Les étoiles de cet amas pourraient être rapidement dispersées en orbitant dans la Voie lactée.